# 三尾 (和歌山県美浜町)

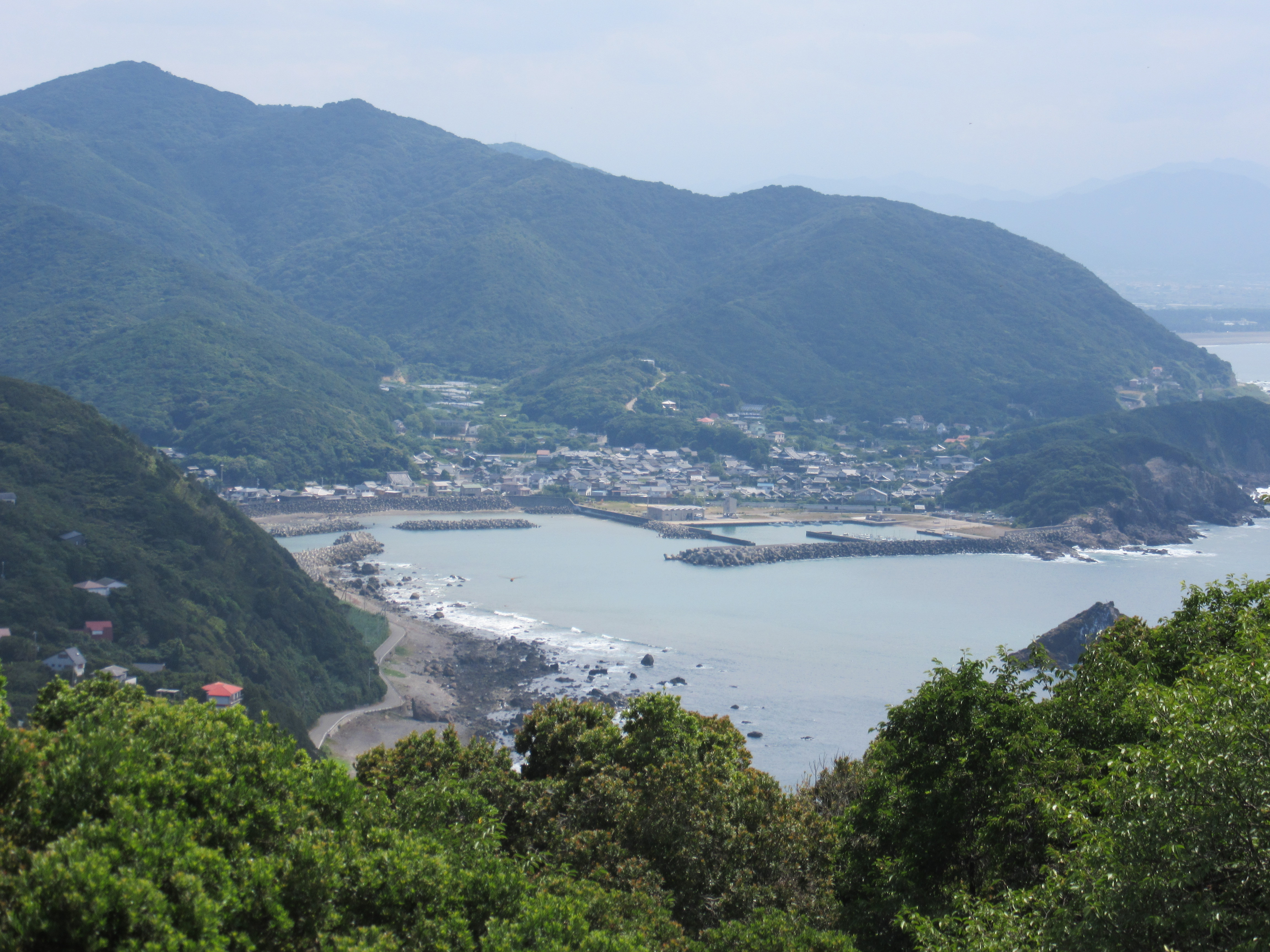
美浜町三尾（アメリカ村）

三尾（みお）は、和歌山県日高郡美浜町の大字。郵便番号は644-0045。本項ではかつて同区域に存在した日高郡三尾村（みおむら）についても記す。
19世紀末から20世紀前半にかけて多くの移民を輩出したことから「アメリカ村」として知られる。

## 地理
美浜町の西部にあたる。東で和田、北で日高町産湯、北・西で同町阿尾に接する。南で紀伊水道に面し、南西端に日ノ御埼がある。東西を海岸沿いに和歌山県道24号御坊由良線が横断し、和歌山県道187号日の岬公園線が日ノ御埼方面に分岐する。

### 海洋
- 紀伊水道

## 歴史
- 南北朝時代 - ミヲの地名が見られる。
- 幕末 - 日高郡三尾浦が存在。「旧高旧領取調帳」の記載によると和歌山藩領。
- 明治4年7月14日（1871年8月29日） - 廃藩置県により和歌山県の管轄となる。
- 1889年（明治22年）4月1日 - 町村制の施行により、近世以来の三尾浦が単独で自治体を形成して三尾村が発足。
- 1935年（昭和10年）の国勢調査によると人口1482人、世帯数415。昭和9年度の村の生産額は農産が26000円、水産が24400円である[1]。
- 1945年（昭和20年）３月13日，14日 B29が三尾上空に展開。焼夷弾攻撃を受けた。龍王神社と法然寺、三尾小学校を結ぶ線100mの幅に焼夷弾が投下された。家屋21戸、松立木が消失、大人５名（男１、女４）小１男子1人の6人が犠牲になった[2]。
- 1954年（昭和29年）10月1日 - 三尾村が松原村・和田村と合併して美浜町が発足。同町の大字三尾となる。
- 2020年4月現在、三尾地区の人口は565名、その内65歳以上の高齢者は328人[3]。

### 三尾にある歴史的伝承に基づく地名
- 逢母（おいぼ）

神功皇后の新羅征伐後、帰路の途中の筑紫で誉田別尊を出産した。自身の立場が危うくなることを恐れた忍熊王らの反乱が都で発生したため、神功皇后は忠臣であった武内宿禰に誉田別尊を託し、紀州に向かわせ、自身は都へ向かった。しかし、忍熊王の勢力は強かったため、武内の故郷である紀伊にくだり、そこで軍備を固めることとなった。武内宿禰に連れられた誉田別尊一行は、大引（現在の日高町大引）から三尾にお出でになった。皇后も三尾にお出でになり、今の逢母の磯で御母宮ご皇子が再開を果たしたと言われていることから「母に逢う」と書き、逢母という地名になったとされている。
- 三穂の石室（久米の岩屋）

三尾の裏磯（地域の人は「うしろそ」と呼ぶ）にある大きな洞窟。万葉集に
| はたすすき 久米（くめ）の若子（わくご）が いましける 三穂（みほ）の石室（いわや）は 見れどあかぬかも （博通法師 3巻307） 常盤（ときわ）なす 石室（いわや）は今も ありけれど 住みける人ぞ 常なかりける （同上 3巻308） |

にて久米の若子なる伝説上の人物が雨宿りをする様子が描かれている。

## 交通

### バス
御坊南海バス
- 日の岬パーク線
  - 御坊駅 - 大浜通り - 和歌山病院前 - アメリカ村 - 海猫島

三尾が位置する日ノ御埼は、かつて南海バスが買い取り、「日ノ岬パーク」なる小遊園地を形成していた。その名残で路線名が日の岬パークとなっている。「日ノ岬パーク」はかつては年間の入場者数70万人を超えた関西の人気スポットの一つだった。

### 道路
- 和歌山県道24号御坊由良線
- 和歌山県道187号日の岬公園線

## 施設
- 三尾郵便局
- 美浜第2若もの広場

### 飲食店
- メリケンハウス（喫茶店）
- Guest house & bar ダイヤモンドヘッド
- 白鳥商店

### NPO法人日ノ岬アメリカ村が管理する施設
- カナダミュージアム（カフェ併設の小型博物館）
- アメリカ村食堂すてぶすとん
- ゲストハウス遊心庵

### その他
- 煙樹海岸県立自然公園
- 紀伊日ノ御埼灯台
- 美浜三尾テレビ中継局